# No. 81 Squadron RAF
Le No. 81 Squadron est un ancien escadron de la Royal Air Force ayant opéré des avions de chasse pendant la Seconde Guerre mondiale et des avions de reconnaissance en Extrême-Orient après la guerre avant d'être dissous en 1970.

## Histoire

### Première Guerre mondiale
Le 81e escadron du Royal Flying Corps est formé le 7 janvier 1917 à Gosport en tant qu'unité d'entraînement, mais contrairement à de nombreux autres escadrons d'entraînement pendant la Première Guerre mondiale, il n'a pas été envoyé pour le service actif et a été dissous le 4 juillet 1918.
L'escadron s'est reformé le 25 novembre 1918 avec tout le personnel canadien et était officiellement connu sous le nom de No. 1 Squadron de la Canadian Air Force (en) jusqu'à sa deuxième dissolution le 1er février 1920.

### Seconde Guerre mondiale
Le No. 81 Squadron RAF est ressuscité le 1er décembre 1939, en France, à partir du personnel d'un escadron de communication équipé de De Havilland DH.82 Tiger Moth.
Cependant, l'escadron est à nouveau dissous le 15 juin 1940, face à l'avancée allemande.
À la suite de l'invasion allemande de l'Union soviétique, une escadre de chasseurs Hawker Hurricane est envoyée par les britanniques pour aider l'effort de guerre soviétique, et le 81e Escadron est ainsi une nouvelle fois reformé à RAF Leconfield (en) le 29 juillet 1941 pour être intégrée à la No. 151 Wing RAF (en) . À partir de septembre, il est basé sur le porte-avions HMS Argus, puis sur un aérodrome près de Mourmansk. Là, il effectue des sorties défensives et des missions d'escorte pour les bombardiers soviétiques, tout en remplissant un rôle principal de formation des pilotes soviétiques sur les Hurricane. Après quelques semaines d'opérations conjointes, les Hurricanes de l'escadron sont remis aux Soviétiques et le 81e escadron regagne le Royaume-Uni fin novembre,.
À son retour au Royaume-Uni, l'unité est rééquipée de Supermarine Spitfire à RAF Turnhouse (en), près d'Édimbourg, et est déclaré opérationnel le 1er février 1942. Il déménage ensuite à RAF Hornchurch près de Londres en mai, pour effectuer des escortes de bombardiers au-dessus de la Belgique.
Fin octobre, l'escadron est déplacé à Gibraltar et le 8 novembre, 19 Spitfire sont envoyés vers l'aérodrome nouvellement capturé de Maison Blanche, à Alger. À la suite de la reddition allemande en Afrique du Nord, il s'installe à Malte en préparation de l'invasion de la Sicile. Il gagne ensuite brièvement l'Italie en septembre avant d'être envoyé en Égypte en novembre pour préparer son déploiement en Extrême-Orient. Pendant toute la durée des opérations en Méditerranée, le No. 81 Squadron, commandé par Colin Falkland Gray est opposé au Jagdgeschwader 53 de Friedrich-Karl « Tutti » Müller.

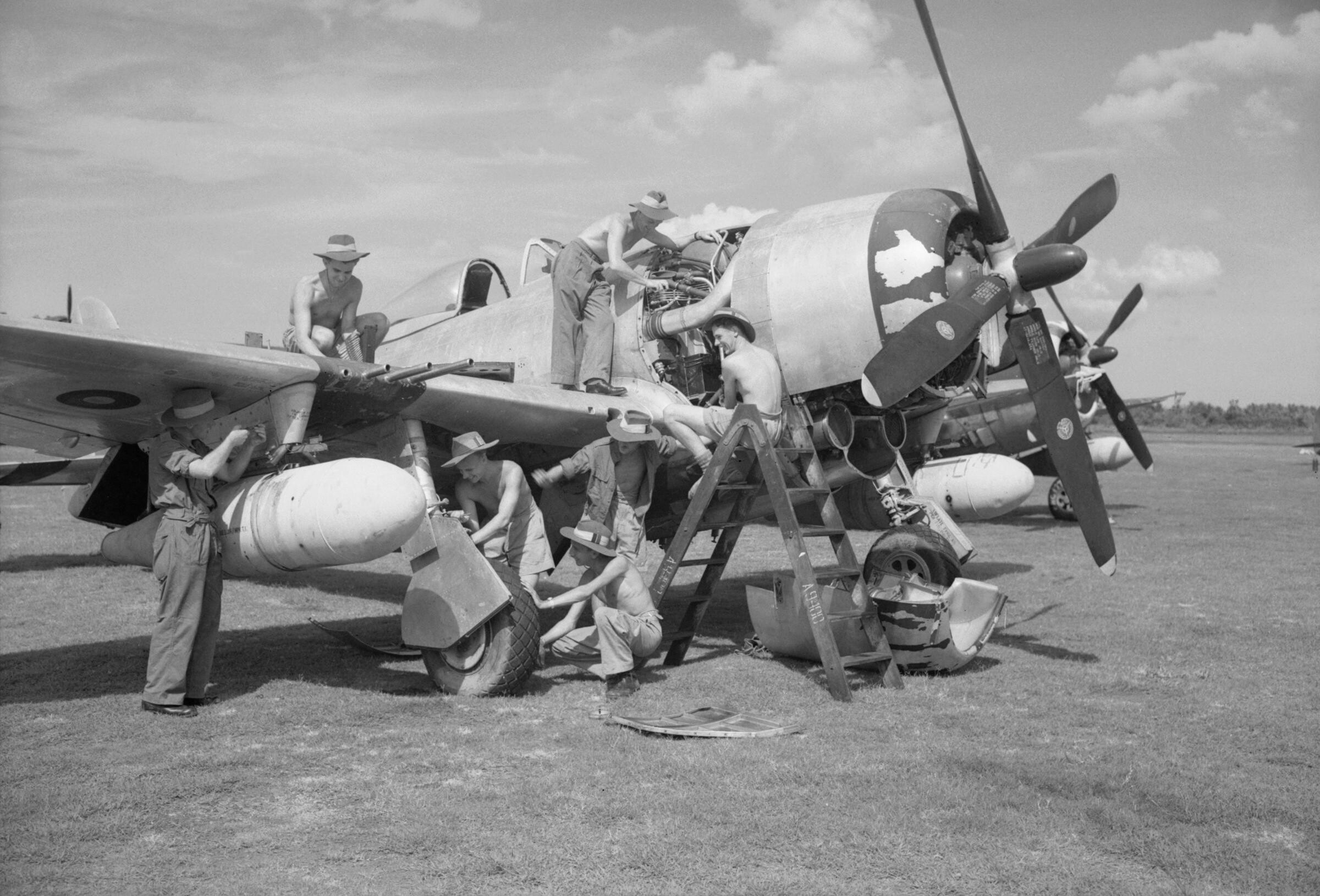
Un Thunderbolt de l'escadron en cours de préparation à Java pendant la guerre d'indépendance indonésienne.

L'escadron arrive à Alipore, en Inde, en décembre 1943 et démarre en janvier 1944 des missions de défense aérienne et d'attaque au sol contre les Japonais pour appuyer la deuxième bataille d'Arakan et de la bataille d'Imphal au sein de la RAF Third Tactical Air Force.
Le No. 81 Squadron est envoyé à Ceylan en août. C'est là qu'il est dissous et son personnel démobilisé le 20 juin 1945. Le même jour, le No. 123 Squadron RAF (en) est renuméroté pour devenir le No. 81 Squadron mais ses appareils Republic P-47 Thunderbolt ne seront jamais opérationnels avant la capitulation japonaise, le 2 septembre 1945. En octobre, l'escadron est envoyé à Java pendant la guerre d'indépendance indonésienne, où il effectue des missions de reconnaissance tactique de couverture des convois routiers alliés et de mitraillage des aérodromes et dépôts de munitions des nationalistes. Le 30 juin 1946, l'escadron est à nouveau dissous.

### Après-guerre
Le 1er septembre 1946, le No. 684 Squadron RAF (en), un escadron de reconnaissance photographique basé en Extrême-Orient et volant sur de Havilland Mosquito est renuméroté, ce qui permet une nouvelle recréation du 81e escadron. Il est notamment engagé dans des missions de reconnaissance lors de l'insurrection communiste malaise. Il reçoit quelques Percival Pembrokes en 1956 puis est converti à l'English Electric Canberra en 1958.
C'est de dernier appareil que l'escadron utilise jusqu'à sa dissolution définitive dans le cadre du retrait britannique des bases à l'est de Suez le 16 janvier 1970.